# Võnnu kommun
Võnnu vald är en kommun i Estland.   Den ligger i landskapet Tartumaa, i den sydöstra delen av landet, 190 km sydost om huvudstaden Tallinn.
Följande samhällen finns i Võnnu vald:
- Võnnu
- Kurista